# Un rostro en el pasado
Un rostro en el pasado es una telenovela mexicana que se transmitió por el Canal 4 de Telesistema Mexicano de Televisa en 1960, con episodios de 30 minutos de duración. Obra original y adaptación de Fernanda Villeli.

## Sinopsis
La historia habla de la vida de una mujer con el afán de recuperar a su familia.

## Elenco
- Sara García
- Gloria Marín
- Eduardo Fajardo
- Nicolás Rodríguez
- Héctor Gómez
- Dalia Íñiguez
- Magda Donato
- Julio Monterde

## Producción
- Historia Original: Fernanda Villeli
- Adaptación: Fernanda Villeli
- Director general: Rafael Banquells
- Producción: Telesistema Mexicano

## Versiones
- Televisa realizó en el año de 1990 un remake de esta telenovela titulado Un rostro en mi pasado bajo la producción de Ernesto Alonso y con las actuaciones estelares de Sonia Infante y Joaquín Cordero.

## Otros datos
- La telenovela está grabada en blanco y negro.
- Estuvo bajo la producción de Telesistema Mexicano.

- Datos: Q6155669